# Tema Opsiciano
Tema Opsiciano (em grego: θέμα Ὀψικίου; romaniz.: thema Opsikiou) ou simplesmente Opsício (em grego: [θέμα] Ὀψίκιον; romaniz.: Opsikion, do em latim: obsequium) foi um tema (uma província civil-militar) bizantino  localizada no noroeste da Ásia Menor. Criado a partir de um destacamento do exército, o Tema Opsiciano era o maior e o mais prestigioso dos primeiros temas também por ser o mais próximo de Constantinopla. Envolvido em diversas revoltas no século VIII, foi dividido após c. 750 e perdeu muito de sua proeminência e sobreviveu com uma importância intermediária até a Quarta Cruzada.

## História
O Tema Opsiciano foi um dos primeiros quatro temas e teve sua origem no exército "presencial" do Império Romano do Oriente.[a] O termo opsício deriva do latim obsequium ("séquito") que, já pela metade do século VII, passou a designar as unidades que escoltavam o imperador quando em campanha. É possível que, num primeiro momento, o opsício estivesse aquartelado na própria capital imperial. Na década de 640, porém, após as desastrosas derrotas sofridas durante a primeira onda das conquistas muçulmanas, os restos dos exércitos foram recuados para a Ásia Menor e passaram a guarnecer grandes distritos chamados de temas. Assim, o Tema Opsiciano seria a região onde o opsício imperial foi aquartelado, que abrangia todo o noroeste da Ásia Menor (Mísia, Bitínia, partes da Galácia, Lídia e Paflagônia) do Dardanelos até o rio Hális, com a capital em Ancira. A data exata da fundação do tema é desconhecida; a referência mais antiga aponta para a criação ainda em 626, mas a primeira ocorrência confirmada foi em 680. É possível que ele também incluísse uma área na Trácia, que parece ter sido administrada juntamente com o Opsício no final do século VII e início do VIII.
A origem peculiar do Tema Opsiciano aparece em diversos aspectos da organização do tema. Assim, o título de comandante não era estratego como em todos os outros, mas conde. Além disso, ele não era dividido em turmas, mas em domesticados formados pelas tropas de elite do exército, como os Optimates e os Bucelários, ambos termos que datam da época do recrutamento dos federados godos nos séculos IV e VI. Seu prestígio é ainda ilustrado pelos selos de seus comandantes, nos quais o tema é chamado de "Opsício imperial guardado por Deus" (em grego: θεοφύλακτον βασιλικόν ὀψίκιον; em latim: a Deo conservandum imperiale Obsequium).

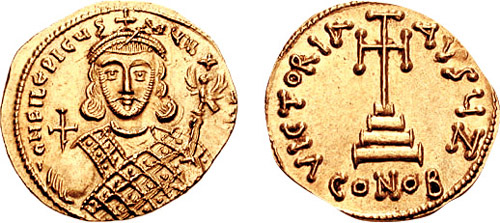
Soldo de Filípico r.

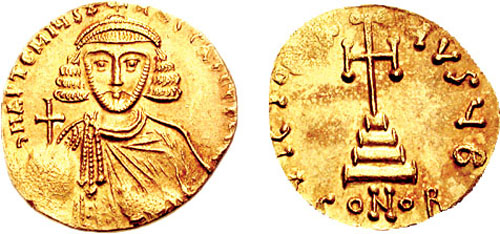
Soldo de r.

Sendo um dos temas mais próximos da capital Constantinopla e sendo o mais proeminente deles, os condes do Opsício geralmente eram tentados a se revoltarem contra o imperador. Já em 668, com a morte de Constante II (r. 641–668) na Sicília, o conde Mecécio tentou um golpe. Sob o patrício Barasbacúrio, o tema era a base de poder principal do imperador Justiniano II (r. 685-695 e 705-711). Justiniano também assentou muitos eslavos capturados na Trácia ali numa tentativa de aumentar o poderio militar do tema. A maioria deles, porém, desertou para os árabes na primeira batalha que travaram.
Em 713, o exército opsiciano se levantou contra Filípico (r. 711–713), o assassino de Justiniano, e alçou Anastácio II (r. 713–715) ao trono, apenas para também derrubá-lo em 715 para colocar Teodósio III (r. 715–717) no trono. Em 716, os opsicianos apoiaram a ascensão de Leão III, o Isauro (r. 716–740) ao trono mas, em 718, o conde local, o patrício Isoes tentou sem sucesso se revoltar contra ele. Em 741-742, o curopalata Artavasdo (r. 741–742) utilizou os opsicianos como base para sua breve tentativa de usurpar o trono de Constantino V Coprônimo (r. 741–775). Em 766, outro conde foi cegado após um motim fracassado contra Constantino. Neste período, as revoltas do Tema Opsiciano não eram apenas resultado da ambição de seus condes: os opsicianos eram fervorosos iconódulos e se opunham às políticas iconoclastas dos imperadores isauros. Consequentemente, Constantino V Coprônimo buscou enfraquecer o tema dividindo-o nos novos temas, chamados de Bucelário e Optimates. Em paralelo, o imperador recrutou um novo regimento de guarda de elite, ferozmente iconoclasta, os tagmas.

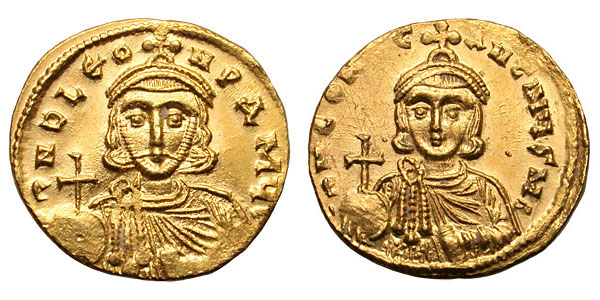
Soldo de r. e r.

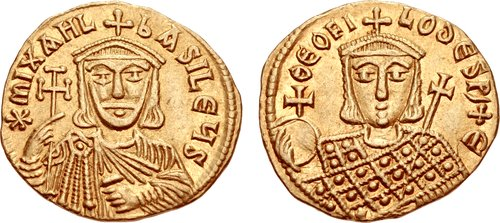
Soldo de r. e seu filho Teófilo

Assim, o já reduzido Opsício foi rebaixado de uma formação de guarda para um tema comum de cavalaria: suas forças foram divididas em turmas e seus conde caíram para o sexto lugar na hierarquia dos governantes dos temas, chegando a ser renomeado ao título ordinário de estratego no final do século IX. Neste século, o governante aparece recebendo 15 quilos de ouro e comandando 6 000 homens (a comparar com os 18 000 do antigo Opsício). A capital se mudou para Niceia e o imperador Constantino VII Porfirogênito (r. 913–959), em seu Sobre os Temas, menciona outras nove cidades no tema: Cotieu, Dorileia, Midaion, Apameia, Mirleia, Lampasco, Pário, Cízico e Abidos.
Na grande Revolta de Tomás, o Eslavo, no início da década de 820, o Opsício permaneceu leal ao imperador Miguel II, o Amoriano (r. 820–829). Em 866, o estratego opsiciano, Jorge Pegánes, se revoltou, juntamente com o Tema Tracesiano, contra Basílio I, o Macedônio (r. 867–886), então o coimperador júnior de Miguel III, o Ébrio (r. 842–867) e, em c. 930, Basílio Mão-de-Cobre se revoltou contra o imperador Romano I Lecapeno (r. 920–944). Ambas as revoltas, porém, foram facilmente sufocadas e foram as últimas das revoltas golpistas do século VIII. O tema persistiu durante todo o período Comneno e foi fundido com o Egeu em algum momento do século XII. Ele, aparentemente, sobreviveu como parte do Império de Niceia; Jorge Acropolita relata que, em 1234, o Tema Opsiciano caiu frente aos "italianos" (Império Latino).